# 이재정 (1944년)
이재정(李在禎, 1944년 3월 1일~)은 대한민국의 성공회의 성직자, 정치인이다. 제16대 국회의원을 지냈으며, 노무현 정부시기 제33대 통일부 장관을, 민선 3·4기 경기도교육감을 지냈다.

## 생애
1944년 충청남도 천안군 입장면 출생이다. 본관은 경주이며 호(號)는 양촌(陽村)이다. 충청북도 진천군 초평면에서 유아기를 보낸 적이 있고, 이후  충청북도 진천군 진천읍에서 성장, 초등학교를 졸업하였다. 서울에서 경기중학교와 경기고등학교를 졸업한 후 고려대학교 독어독문학과에 입학하여 문학을 전공했다.
고려대학교 시절, 은사 김진만 교수와 주변의 권유로 대한성공회 성 미가엘 신학원에서 수학하였고, 1972년 대한성공회 사제가 되었다. 이후 캐나다 매니토바 대학교에서 종교학 석사와 토론토 대학교 트리니티 칼리지에서 신학 박사 학위를 취득 후, 1988년 귀국하였다. 귀국 후, 천신신학교 교장과 성공회대학교 학장을 거쳐 성공회대학교 초대 및 2대 총장을 역임하면서 성공회대학교의 기틀을 마련하였다.
1999년 당시 김대중 대통령의 요청으로 정계에 입문하여 2000년 새천년민주당을 창당하고 초대 정책위원회 의장을 역임하였다. 제16대 국회의원으로 선출되었으며, 교육위원회 간사로서 교육 개혁과 정치 개혁에 이바지하였다. 2004년 민주평화통일자문위원회 수석부의장을 역임하였고, 2006년 제33대 통일부 장관 재임 때에는 남북정상회담 개최에 중심적인 역할을 하였다. 2010년에는 국민참여당 초대 대표를 지냈으며, 한국미래발전연구원 이사장, 노무현재단 이사 등 왕성한 활동을 하고 있다. 진보대통합 이후에는 통합진보당 고문으로만 남아있다가 부정경선 사태 이후 탈당했다.
정계은퇴 후, 성공회대학교 석좌교수로 후학 양성에 힘쓰고 있으며, 2014년 대한민국 제6회 지방 선거에서 경기도교육감에 당선됐다.

### 성직자
성공회 신자인 부모님의 영향으로 자연스럽게 성공회를 접하였으며, 고려대학 시절 은사 김진만 교수의 강력한 권유로 성공회 성 미가엘 신학원에 입학하여 3년 간의 교육과정을 마친 후 1972년 대한성공회 사제서품을 받았다. 대한성공회 서울교구 주교좌성당 주임사제, 강화교회 사제 등을 역임하였다.
사제서품을 받은 후, 유신반대 투쟁에 참가하면서 교계를 중심으로 활동하였다. 특히 한국기독교교회협의회의 교회와 사회위원회 및 인권위원회 임원 그리고 한국기독학생총연맹의 이사장 등을 역임하면서 민주화와 사회정의 그리고 인권회복을 위한 활동에 헌신하였다.
1989년 스위스 글리온에서 열린 남북교회 및 세계교회대표들이 참석하는 한반도 평화를 위한 협의회 참석을 시작으로 워싱턴, 토론토, 동경 등지에서 열린 기독교계의 남북회담에 한국대표로 참석하였으며, 민간단체인 남북농업발전협력협회 이사장으로서 남북관계 발전에 기여하였다.

### 교육자 활동
경기고등학교 졸업 후, 그 해 진천으로 귀향하여 중학교 진학을 못한 학생들을 위한 무상 중등교육과정 (관인)신명학원을 설립하여 3년 간 운영하였다. 1982년 대한성공회 서울교구 강화교회 목회를 마치고 캐나다 매니토바대학교 대학원, 토론토대학교 트리니티 칼리지에서 종교학 석사와 신학박사 학위를 취득하였다. 귀국 후, 신영복 교수, 조희연 교수 등과 함께 성공회 대학교 설립에 헌신하였으며, 1994년 성공회대학교 초대 및 2대 총장을 지냈다. 당시 성공회대학교는 역사와 사회에 열린 대학으로서 새로운 변화와 대안을 창출하는 진보적 학문을 이룩하기 위한 진보학문의 학파(성공회학파)를 만드는 데 진력하였다.
정계은퇴 후, 성공회대학교 석좌교수로 재직하면서 후학들을 위한 연구와 교육에 열중하고 있으며, 강화유치원의 법인인 (재)심도학원 이사장, 청소년다언어 훈련과 국제수련프로그램을 운영하는 (사)한국라보의 이사장과 청소년단체협의회 이사, 독립운동가 보재 이상설선생을 기념하는 (사)이상설선생 기념사업회 이사장으로 활동하고 있다. 또한 노년의 삶을 위한 프로그램과 자서전 출판사업을 지원하는 (협)은빛기획 이사장을 맡고 있다.
2014년 6월 4일 지방선거 민주진보 단일후보로 경기도 교육감에 출마하였다.

### 정치인
1999년 당시 김대중 대통령의 요청으로 새로운 국민정당을 창당하기 위한 신당추진위원회의 총무위원장으로 참여했다. 이어 2000년에 새천년민주당을 창당하고 초대 정책위원회 의장을 지냈다. 같은 해 제16대 국회의원(비례대표)으로 선출되어 교육위원회 소속의 간사로서 교육개혁과 정치개혁에 참여하였다. 대표적으로 유아교육법 제정과 학교영양사의 영양교사화에 핵심적인 역할을 하였다.
2002년 제16대 대통령선거 당시 노무현 후보의 유세연수본부장으로 활동하였으며, 2003년에는 열린우리당을 창당하는 과정에서 총무위원장으로 역할을 하였다. 2004년, 제16대 대통령선거과정에서 불법 선거자금을 전달했다는 죄목으로 기소되어 벌금형의 유죄판결을 받기도 하였다. 당시 재판부는 판결문에서 "한화측과 영수증 발급을 논의하지 않은 점으로 미뤄 불법 자금이라는 것을 인식한 것으로 보이지만 적극적으로 먼저 요구하지 않았고, 내용 확인도 안하고 바로 당에 전달한 사실과 피고인이 사제 신분이고 정치를 그만 둔 뒤 봉사 활동에 전념하고 있어 원심 판결전 구금일수 50일로 벌금형을 대신하도록 한다 "고 밝혔다. 그 후, 헌법기관인 민주평화통일자문회의 수석부의장에 임명되어 평화통일운동의 대중화에 기여하였다.
2006년에는 제33대 통일부장관에 임명되어 중단되었던 남북장관급 회담을 재개하는 한편 남북철도를 개통하고 열차 시험운행은 물론 남북열차정기운행을 이룩하는데 주무 장관으로서 큰 역할을 하였다. 그는 2007년10월 열린 남북정상회담을 준비하기 위한 남북정상회담 준비 기획단장으로 정상회담의 준비과정부터 정상회담 진행과 배석 및 정상회담의 후속조치에 이르기까지 전반적인 실무를 책임지고 총괄하였다. 장관 재임 기간 동안 남북관계는 모든 기록을 경신하여 금강산 관광, 개성관광, 개성공업지구의 활성화와 남북경협의 확대 등 모든 분야에서 큰 진전과 발전을 이룩하였다.
정권교체 후, 한국미래발전연구원의 이사장과 노무현재단 이사를 맡고 있다. 또한 2010년 창당한 국민참여당 초대 대표를 맡았다. 그는 당 대표 수락연설을 통해“참여당은 미래와 경쟁하는, 미래시대의‘새로운 틀’을 만드는 정당”이라고 강조했다.

### 병역 논란
이재정 후보의 병역신고란에는 '1965년 입영기피, 1969년 입영 후 귀가(질병), 1970년 갑종 보충역, 1974년 소집면제(장기대기)'가 차례로 기재되어있다. 이에 대해 병역면제를 받기 이전에 병역을 기피한 것이 아니냐는 의혹이 제기되기도 했다.
이재정 측은 2006년 11월 17일 통일부장관 임명을 위해 국회에서 진행된 국무위원후보자 인사청문회 및 2014년 6.4 지방선거에 출마한 후 언론에 밝힌 입장을 통해 "1965년 입영 영장을 받은 뒤 질병관리가 필요하다는 의사의 권고에 따라 입영연기를 위해 병무당국에 서울대병원에서 발급받은 병사진단서(고혈압)를 제출한 바 있다."고 밝혔다.
또한 "1965년은 대학 1학년에 재학 중이었던 때로, 고교졸업 뒤 고향인 진천에서 중학교에 진학하지 못한 이들을 위해 설립했던 중등과정 신명학원을 무상으로 운영하고 있던 해 이므로 입영을 기피할 어떤 이유도 없었고, 그럴만한 행적을 보인 일이 없었다."고 하면서, 이후 1967년 병무당국으로부터 입영기피 중이라는 사실을 확인하였는데, 이는 당시 행정착오로 입영영장이 본인에게 전달되지 않았기 때문이라고 밝혔다.
또, 그 사실을 안 즉시 본인이 병무당국에 연락을 취하는 한편, 이후 1969년 논산 육군훈련소로 입소하여 정밀진단을 받은 결과 고혈압으로 판정되어 15일 만에 귀가 조치되었다는 것이다. 이재정은 1970년도에 청주 육군병원에서 다시 신체검사를 받고 보충역으로 편입되어 입영대기 하다가 1974년 장기대기로 보충역 소집 면제를 받았다.

## 학력
- 진천상산초등학교 졸업
- 경기중학교 졸업
- 경기고등학교 졸업
- 1969년 고려대학교 독어독문학 학사
- 1971년 성 미가엘 신학원 수료
- 1986년 매니토바대학교 대학원 종교학 석사
- 1988년 트리니티대학교 대학원 신학 박사

### 명예 박사 학위
- 2006년 토론토 대학교 명예신학 박사
- 2017년 Church Divinity School of the Pacific 명예신학 박사

## 경력
- 대한성공회서울교구 총무부장, 서울대성당 주임사제, 강화교회 관할사제
- 성 미가엘 신학원 조교수
- 성공회대학교 교수, 이사, 총장, 석좌교수
- 한국기독교교회협의회 이사장, 통일위원장
- 감사원 부정방지대책위원회 위원장
- 새천년민주당 정책위원회 의장
- 새천년민주당 상임고문
- 열린우리당 창당준비위원회 총무위원장
- 열린우리당 전임고문
- 대통합민주신당 특임고문
- 제11대 민주평화통일자문회의 수석부의장 (부총리 급)
- 제33대 통일부 장관
- 제19, 20대 경기도교육감
- 2016년 7월 ~ 2018년 6월 : 제6대 전국시도교육감협의회 회장
- 2025년 5월 ~ : 대한민국헌정회 교육위원회 위원장

## 전과
- 정치자금에관한법률위반: 벌금 3000만원 - 2004년 7월 8일 선고[18]

## 저서
- 한반도 평화의 길(2013), 늘봄플러스, 김만복, 백종천, 이재정 공저
- 사이와 사이에서(2000), 다산글방
- 성가수녀회 70년(1995), 대한성공회 성가수녀원
- 대한성공회 백년사(1990), 대한성공회 출판부
- 말씀의 원리(1981), 대한성공회 출판부
- 한국성공회사 개관(1980), 대한성공회 출판부

## 역대 선거 결과
|  | 35.90% |

|  | 36.51% |

|  | 40.81% |

## 같이 보기
- 대한민국의 대외 관계
- 한반도 분단
- 대한민국 제16대 국회의원 선거 새천년민주당 후보 목록#비례대표
- 대한민국의 통일부 장관
- 대한민국의 민주평화통일자문회의 수석부의장
- 경기도교육감